# Stadion Kubań w Krasnodarze
Stadion Kubań w Krasnodarze (ros.: Кубань) – stadion piłkarski w Krasnodarze, w Rosji. Obiekt może pomieścić 31654 widzów. Został otwarty w 1960 roku. Swoje spotkania rozgrywa na nim drużyna Urożaj Krasnodar. W latach 1961–2018 stadion był miejscem rozgrywania spotkań drużyny Kubań Krasnodar.